# 陸朗
陸朗（？年—？年），號開先，南直隶上元县人。明末政治人物。

## 生平
天啓七年（1627年）丁卯科中举，崇祯四年（1631年）辛未科进士。刑部观政，七年授中書舍人，十二年掌中書科事。南明弘光時，官户科给事中，後轉任江西佥事，以结交内官留用。後与黄耳鼎一起攻讦姜曰廣、徐石麒、劉宗周等東林黨人结党欺君，把持朝政，無人臣禮，石麒等人遂称病辞职